# Tablinum

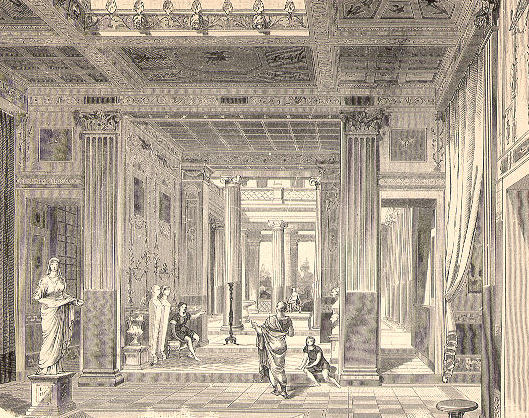
Vy från atrium till tablinum, längre bak syns peristylium.

Tablinum eller Tabulinum var ett rum i den fornromerska bostaden, beläget på insidan av den stora yttre salen eller gården (atrium) samt mellan detta och den inre gården (peristylium), när en sådan förekom. 
I tablinum förvarades familjedokumenten, räkenskaperna och liknande; där var förfädernas bilder (imagines) uppställda, och där hade husets herre sitt mottagnings- och affärsrum. Med atrium var tablinum förenat genom en vid öppning, som kunde tillslutas med förhängen. Bakväggen var ursprungligen murad, men utgjordes sedermera oftast av breda flygeldörrar. Man kunde sålunda, då förhängena var dragna åt sidan och dörrarna uppslagna, se genom huset i hela dess längdriktning. Tablinum var emellertid inte ett genomgångsrum, utan förbindelsen mellan den främre och den bakre delen av byggnaden skedde genom en smalare gång (jauces) vid sidan av tablinum.